# 刘阿倪提
刘阿倪提（503年—537年12月2日），恒农郡胡城县（今河南省灵宝市）人，北魏、西魏官员。

## 生平
孝昌年间，北魏各地战乱蜂起，刘阿倪提投身军旅，有军功，出任宁远将军、奉车都尉，升任征西将军、金紫光禄大夫，封栾城县开国伯，又另封开国乡男。大统元年（535年），刘阿倪提加通直散骑常侍。大统二年（536年），刘阿倪提进爵位为栾城县公，加卫将军、右光禄大夫，同年进号车骑将军，仍为别将。刘阿倪提跟随大丞相宇文泰进攻陕城，平定河北郡，都是身先士卒。大统三年十月壬辰（537年11月18日），刘阿倪提在沙苑之战与高欢交战，受了重伤，于大统三年十月十五日（537年12月2日）去世，虚岁三十五，西魏文帝诏令追赠使持节、骠骑大将军、仪同三司、都督恒幽安燕平五州诸军事、恒州刺史，谥号武，又追赠尚书右仆射，增加食邑总计两千户，大统三年十一月十一日（537年12月28日）葬于石安县坚固乡中武里（今陕西省咸阳市渭城区东北部）。

## 其他
故宫研究院古文献研究所所长王素认为，刘阿倪提的名字可以看出他出自北族，属于匈奴屠各种的独孤氏，匹知倍和阿倪提也是北族常用的名字，《魏书·卷三十》中吕洛拔父亲吕匹知、《魏书·卷四十四》中乙瑰父亲乙匹知的名字应该是匹知倍的省称，《魏书·卷十五中》元昭小字阿倪，《魏书·卷五十九》中莫折念生哥哥莫折阿倪的名字应该是阿倪提的省称，就如同独孤侯尼须改姓后省称刘尼一样。

## 家庭

### 祖父
- 刘引，北魏龙骧将军、盛洛郡太守[1]

### 父亲
- 刘匹知倍，北魏平西将军、燕州刺史[1]